# Adair Tishler
Adair Rae Tishler (Nashville, 3 oktober 1996) is een Amerikaanse voormalig kindactrice, model, stemactrice en zangeres, die verscheen in televisieprogramma's zoals Charmed en House en in films zoals Within en An American Girl: Chrissa Stands Strong. Ze is ook bekend voor het portretteren van Molly Walker in NBC's Heroes.

## Filmografie en televisie
*Exclusief eenmalige optredens
- Six and the City (2003) (short)
- Paper Doll (2003) (short)
- Ms. Goldman (2004) (short)
- The White Horse Is Dead (2005)
- Pop Star (2006) (short)
- A Dead Calling (2006)
- Heroes (2006-2008) - tv-serie
- Ten Inch Hero (2007)
- Ruthless (2007) (short)
- Your Name Here (2008)
- Farm House (2008)
- An American Girl: Chrissa Stands Strong (2009)
- Born That Way (2009)
- Within (2009)
- Dollhouse (2009+2010) - tv-serie
- Jack and the Beanstalk (2009)